# امامت و رهبری
امامت و رهبری نام کتابی از مرتضی مطهری است که از مجموع شش سخنرانی وی در انجمن اسلامی پزشکان در زمستان ۱۳۴۹ گرفته شده‌است. این کتاب به زبان روسی نیز ترجمه شده.

## فهرست
این کتاب در یک مقدمه و شش باب نگاشته شده‌است، فهرست تفصیلی کتاب حاضر عبارت است از:
مقدمه
معانی و مراتب امامت
- معنی امام
- شئون رسول اکرم
- امامت به معنی رهبری اجتماع
- امامت به معنی مرجعیّت دینی
- امامت به معنی ولایت
- حدیثی در باب امامت
- امامت در قرآن

امامت و بیان دین بعد از پیغمبر (ص)
- طرح غلط مسئله
- حکومت یکی از شاخه‌های امامت است
- امام، جانشین پیغمبر است در بیان دین
- حدیث ثقلین و مسألهٔ عصمت ائمه (علیهم السلام)
- منع کتابت حدیث
- استفاده از قیاس
- قیاس از نظر شیعه
- با وجود معصوم جای انتخاب نیست
- مسئله ولایت معنوی
- اهمیت حدیث ثقلین
- حدیث غدیر

بررسی کلامی مسألهٔ امامت
- تعریف امامت
- دلیل عقلی شیعه در باب امامت
- امام یعنی کارشناس امر دین
- مسألهٔ عصمت
- مسألهٔ تنصیص
- بررسی نصوصی از رسول اکرم که ناظر بر امامت علی (ع) است
- داستان یوم الانذار
- داستان ملاقات رئیس قبیله با پیغمبر اکرم
- حدیث غدیر و تواتر آن
- حدیث منزلت

آیهٔ «الیوم یئس» و مسألهٔ امامت
- بررسی آیهٔ «اَلْیَوْمَ یَئِسَ»
- فرق اکمال و اتمام
- مقصود از «الیوم» کدام روز است؟
- نظریات مختلف دربارهٔ «الیوم»
- بیان شیعه
- محکمات و متشابهات

امامت در قرآن
- وضع خاص آیاتی که دربارهٔ اهل بیت است
- آیهٔ تطهیر
- رمز این مسئله
- شواهد تاریخی
- سخن عرفاً
- امامت در شیعه مفهومی است نظیر نبوت
- امامت در ذرّیّهٔ ابراهیم (ع)
- ابراهیم (ع) در معرض آزمایشها
- فرمان ذبح فرزند
- امامت عهد خداست

امامت از دیدگاه ائمّه اطهار (علیهم السّلام)
- انسان چگونه موجودی است؟
- اولین انسان در قرآن
- روایتی از امام صادق (ع)
- زید بن علی و مسألهٔ امامت
- دو حدیث دیگر از امام صادق (ع)
- نتیجه

## مقدمه
مرتضی مطهری در بخشی از مقدمه کتاب خود چنین می‌نویسد:
... سیره متروک و فراموش شده شخص مولای متقیان علی علیه‌السلام، قولا و عملاً، که از تاریخ زندگی آن حضرت پیداست بهترین درس آموزنده در این زمینه است.

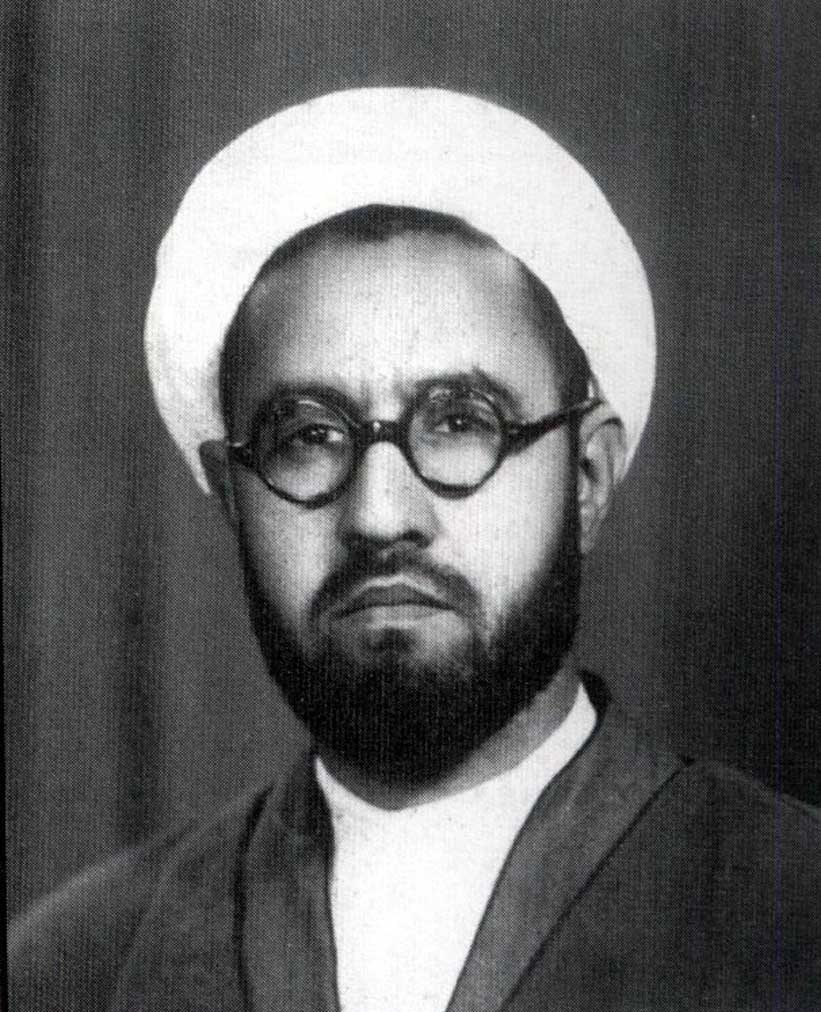
مرتضی مطهری، نویسنده کتاب امامت و رهبری

علی علیه‌السلام از اظهار و مطالبه حق خود و شکایت از ربایندگان آن خودداری نکرد، با کمال صراحت ابراز داشت و علاقه به اتحاد اسلامی را مانع آن قرار نداد. خطبه‌های فراوانی در نهج البلاغه شاهد این مدعی است. در عین حال این تظلمها موجب نشد که از صف جماعت مسلمین در مقابل بیگانگان خارج شود. در (نماز) جمعه و جماعت شرکت می‌کرد، سهم خویش را از غنائم جنگی آن زمان دریافت می‌کرد، از ارشاد خلفا دریغ نمی‌نمود، طرف شور قرار می‌گرفت و ناصحانه نظر می‌داد.
در جنگ مسلمین با ایرانیان که خلیفه وقت مایل است خودش شخصاً شرکت نماید علی پاسخ می‌دهد: خیر شرکت نکن، زیرا تا تو در مدینه هستی دشمن فکر می‌کند فرضاً سپاه میدان جنگ را از بین ببرد از مرکز مدد می‌رسد ولی اگر شخصاً به میدان نبرد بروی خواهند گفت: هذا اصل العرب: ریشه و بن عرب اینست. نیروهای خود را متمرکز می‌کنند تا تو را از بین ببرند و اگر تو را از بین ببرند با روحیه قویتر به نبرد مسلمانان خواهند پرداخت.
علی در عمل نیز همین روش را دارد. از طرفی شخصاً هیچ پّستی را از هیچ‌یک از خلفا نمی‌پذیرد، نه فرماندهی جنگ و نه حکومت یک استان و نه اماره الحاج و نه یک چیز دیگر از این قبیل را. زیرا قبول یکی از این پستها به معنی صرف نظر کردن او از حق مسلم خویش است و به عبارت دیگر کاری بیش از همکاری و همگامی و حفظ وحدت اسلامی است. اما در عین حال که خود پستی نمی‌پذیر فت مانع نزدیکان و خویشاوندان و یارانش در قبول آن پستها نمی‌گشت، زیرا قبول آنها صرفاً همکاری و همگامی است و به هیچ وجه امضای خلافت تلقی نمی‌شود.
سیره علی در این زمینه خیلی دقیق است و نشانه متفانی بودن آن حضرت در راه هدفهای اسلامی است. در حالی که دیگران می‌بریدند او وصل می‌کرد، آنها پاره می‌کردند و او می‌دوخت.
ابو سفیان فرصت را مغتنم شمرد خواست از نارضائی او استفاده کند و انتقام خویش را به صورت خیر خواهی و احترام به وصیت پیغمبر به وسیله وصی پیغمبر از پیغمبر بگیرد، اما قلب علی آگاهتر از این بود که گول ابوسفیانها را بخورد، دست رد بر سینه‌اش زد و او را از خود راند. ...

## سوالات تحقیق
مطهری در این کتاب در پی پاسخ دادن به ۹ سؤال کلی است که آن‌ها عبارت اند از:
1. چه تفاوت‌هایی بین راهنمایی و رهبری وجود دارد؟
2. چه تفاوت‌هایی بین نبوت و امامت وجود دارد؟
3. چرا شیعه، امامت را جزء اصول دین می‌شمارد و سنی جزء فروع دین؟
4. امامت به چه معنی است؟ (رهبری اجتماع یا مرجعیت دینی یا ولایت)
5. آیا امامت شئون مختلفی دارد و هر کدام از این سه معنا شأنی از شئون آن است؟
6. آیا واقعاً اعمال و رفتار مردم هر زمان بر امام آن زمان عرضه می‌شود؟
7. آیا صحیح است که الان امام زمان نه تنها بر شیعیان بلکه بر همهٔ مردم حاضر و ناظر بوده و از امور آنان غافل نیستند؟
8. امامت در قرآن چگونه بیان شده‌است؟
9. امامت از دیدگاه امامان شیعه چگونه است؟[۷]

## تجدید چاپ
کتاب حاضر تا کنون پنجاه‌ونه مرتبه تجدید چاپ شده‌است.